# Esquéhéries
Esquéhéries település Franciaországban, Aisne megyében. Lakosainak száma 849 fő (2022. január 1.). Esquéhéries Boué, Dorengt, Leschelle, La Neuville-lès-Dorengt és Le Nouvion-en-Thiérache községekkel határos.

## Népesség
A település népességének változása:
| Lakosok száma | 1164 | 1010 | 1005 | 862  | 843  | 852  | 858  | 867  | 861  | 849  |
|               | 1968 | 1982 | 1990 | 2006 | 2013 | 2015 | 2017 | 2019 | 2020 | 2022 |